# 平成丸ゴシック

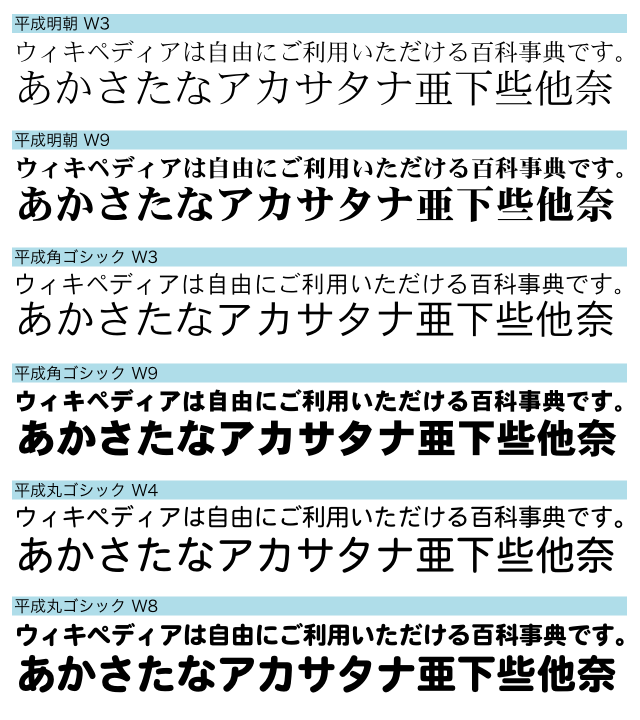
平成書体の見本。

平成丸ゴシック（へいせいまるゴシック）は、文字フォント開発・普及センターにより開発された丸ゴシック体。

## 概要
財団法人日本規格協会文字フォント開発・普及センターによる平成書体の第2期プロジェクトとして開発され、デザインは株式会社写研が担当した。仮名のデザイン担当は今田欣一。第1期プロジェクトで開発された平成明朝・平成角ゴシック同様、一般家庭やビジネス文書における使用をターゲットとして開発されたが、グラフィックデザイン・出版分野で一定の評価を得ていた同社の写植書体にも通じる骨格を持ち、完成度の高いデザインであることから現在では商業印刷物などでの使用例も見受けられる。
また、同社は写植用（電算写植・専用組版機用も含む）の書体を2024年まで長らくDTP対応フォントとしてリリースしておらず、唯一ワープロやDTPシステム上で使用できる“写研書体”となっていた。

## ファミリー構成
- 平成丸ゴシック（体）W4 - 本文用
- 平成丸ゴシック（体）W8 - 見出し用